# Пендакомо
Пенда̀комо (на гръцки: Πεντάκωμο) е село в Кипър, окръг Лимасол. Според статистическата служба на Република Кипър през 2001 г. селото има 388 жители.
Намира се на 5 km източно от Пиргос.